# Just Beyond
Just Beyond è una serie antologica statunitense di horror comedy creata da Seth Grahame-Smith per Disney+, basata sulle omonime graphic novel di R. L. Stine. I primi episodi hanno debuttato il 13 ottobre 2021 sulla piattaforma streaming.

## Trama
Ogni puntata segue le vicende di uno o più ragazzini, coinvolti in vicende paranormali e misteriose.

## Episodi
| Stagione       | Episodi | Pubblicazione USA | Pubblicazione Italia |
| -------------- | ------- | ----------------- | -------------------- |
| Prima stagione | 8       | 2021              | 2021                 |

## Produzione
All'inizio del maggio 2020, Disney+ ha ordinato una serie di otto episodi basata sui romanzi a fumetti di R.L. Stine Just Beyond, affidando a Seth Grahame-Smith la scrittura e il ruolo di produttore esecutivo. David Katzenberg, Stephen Christy e Ross Richie hanno collaborato a loro volta come produttori esecutivi e Stine è stato eletto co-produttore esecutivo; la KatzSmith Productions e la 20th Century Fox Television sono stati gli studi dietro il progetto.
Le riprese sono iniziate ad Atlanta nel marzo 2021, con Marc Webb alla regia di due episodi. Mckenna Grace e Lexi Underwood sono state scelte come protagoniste di un episodio ciascuna nell'aprile 2021, con Nasim Pedrad come guest star in un episodio. Ulteriori casting sono stati annunciati a maggio, con l'aggiunta di Riki Lindhome, Tim Heidecker, Gabriel Bateman e Henry Thomas.

## Accoglienza
Su Rotten Tomatoes la serie detiene un punteggio di approvazione dell'88%, basato su 8 recensioni.